# Tornado (Parque de Atracciones de Madrid)
Tornado im Parque de Atracciones de Madrid (Madrid, Spanien) ist eine Inverted-Stahlachterbahn vom Modell Suspended Looping Coaster des Herstellers Intamin, die am 23. Mai 1999 eröffnet wurden.
Es gibt von diesem Modell nur zwei Achterbahnen weltweit. Neben dieser Achterbahn fährt eine weitere, ebenfalls mit dem Namen Tornado, im finnischen Freizeitpark Särkänniemi.
Als die Bahn eröffnet wurde, waren sowohl die Schienen als auch die Stützen hellgrün lackiert. Im Frühjahr 2007 wurde die Bahn umlackiert. Schienen und Stützen sind jetzt schwarz.

## Fahrt

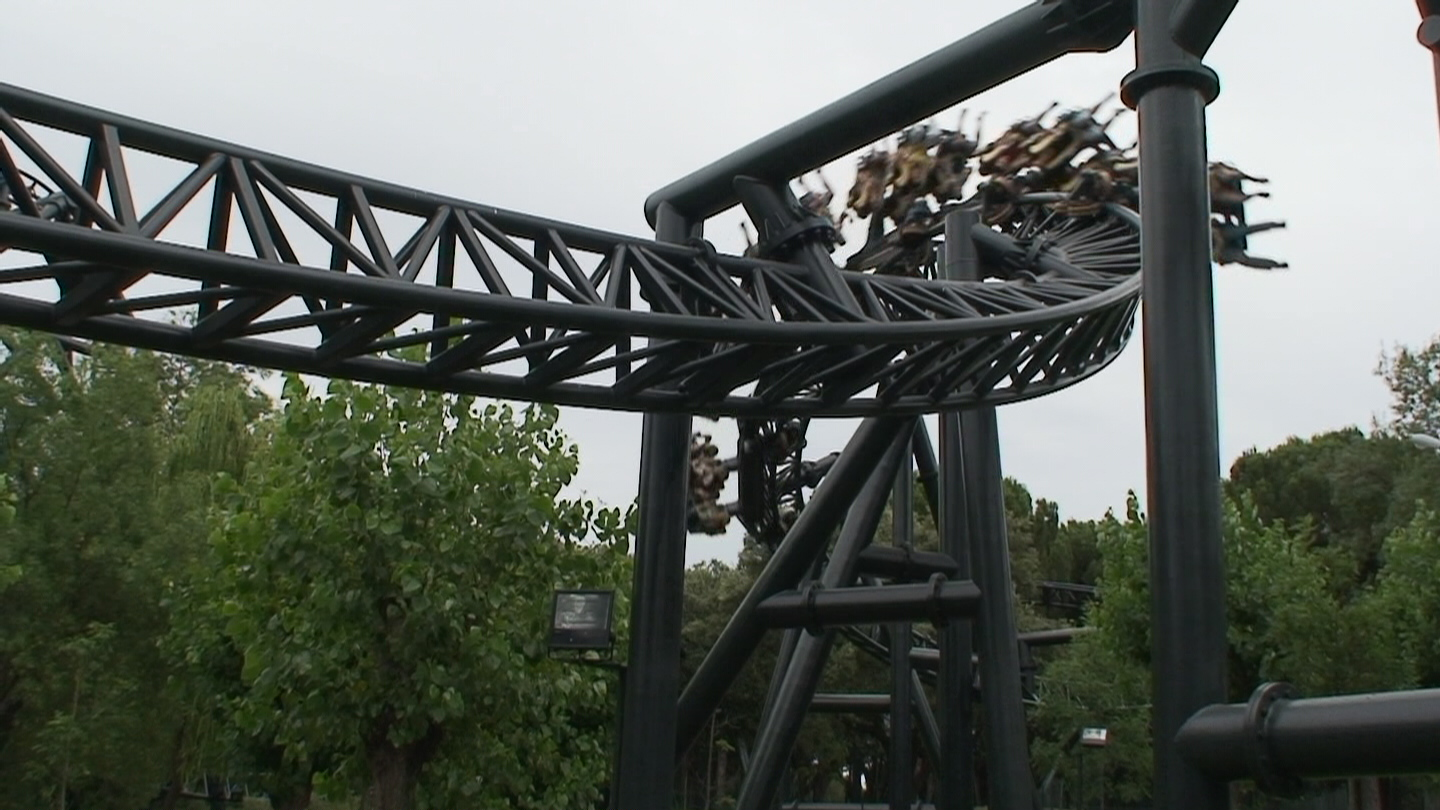
Korkenzieher

Nachdem der Zug die Station verlassen hat, erreicht er nach einer 90°-Rechtskurve den 29,9 m hohen Lifthill. Oben angekommen fährt der Zug in einer Linkskurve den First Drop hinab und durchfährt danach den ersten Looping. Nach einer 180°-Rechtskurve folgt der zweite Looping. Der Korkenzieher befindet sich genau zwischen den beiden Loopings und wird nach einer weiteren 180°-Rechtskurve durchfahren. Bevor der Zug die Schlussbremse erreicht, durchfährt er noch nach einer 180°-Linkskurve eine 540°-Helix.

## Züge
Tornado besitzt zwei Züge mit jeweils sechs Wagen. In Jedem Wagen können vier Personen (zwei Reihen à zwei Personen) Platz nehmen. Als Rückhaltesystem kommen Schulterbügel zum Einsatz.